# Phorocerosoma pulchra
Phorocerosoma pulchra är en tvåvingeart som först beskrevs av Louis-Paul Mesnil 1949.  Phorocerosoma pulchra ingår i släktet Phorocerosoma och familjen parasitflugor.
Artens utbredningsområde är Taiwan. Inga underarter finns listade i Catalogue of Life.